# Miltochrista conchyliata
Miltochrista conchyliata là một loài bướm đêm thuộc phân họ Arctiinae, họ Erebidae.